# Gianluigi Galli
Pour les articles homonymes, voir Galli.

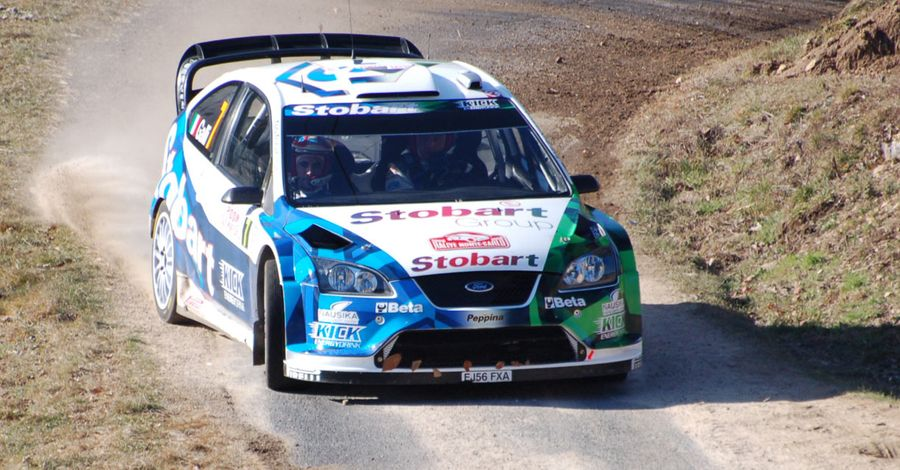
Galli Bernacchini au Monte-Carlo 2008

Gianluigi « Gigi » Galli est un pilote de rallye italien, né le 13 janvier 1973 à Livigno. Il a remporté le championnat d'Italie groupe N sur Mitsubishi Lancer en 1998 et 2000.

## Biographie
Gianluigi Galli a fait ses débuts en championnat du monde WRC en 2003 au sein de l'écurie privée Rallyart, puis a couru en tant que pilote officiel Mitsubishi en 2004 et 2005, terminant successivement 14e et 11e du championnat.
En 2006, Mitsubishi s'étant retiré, il a effectué quelques rallyes au volant de Mitsubishi Lancer puis de Peugeot 307 privées. Il a pris la 4e place en Suède et la 3e en Sardaigne.
En 2008 il arrête les compétitions régulières.